# 2016-os GP2 magyar nagydíj
A 2016-os GP2 magyar nagydíj volt a 2016-os GP2-szezon hatodik futama. A versenyeket július 22. és 24. között rendezték Mogyoródon. A főversenyt Pierre Gasly, a sprintversenyt pedig Szergej Szirotkin nyerte.

## Időmérő
A magyar nagydíj időmérő edzését július 22-én, délután tartották. A pole-pozíciót Pierre Gasly szerezte meg Szergej Szirotkin és Antonio Giovinazzi előtt.
| Helyezés | Rajtszám | Versenyző          | Csapat              | Idő      | Különbség | Körök |
| -------- | -------- | ------------------ | ------------------- | -------- | --------- | ----- |
| 1.       | 21       | Pierre Gasly       | Prema Racing        | 1:25,612 | –         | 9     |
| 2.       | 2        | Szergej Szirotkin  | ART Grand Prix      | 1:26,182 | +0,570    | 12    |
| 3.       | 20       | Antonio Giovinazzi | Prema Racing        | 1:26,438 | +0,826    | 10    |
| 4.       | 1        | Macusita Nobuharu  | ART Grand Prix      | 1:26,483 | +0,871    | 12    |
| 5.       | 3        | Norman Nato        | Racing Engineering  | 1:26,521 | +0,909    | 11    |
| 6.       | 15       | Luca Ghiotto       | Trident             | 1:26,557 | +0,945    | 12    |
| 7.       | 12       | Arthur Pic         | Rapax               | 1:26,633 | +1,021    | 11    |
| 8.       | 9        | Raffaele Marciello | Russian Time        | 1:26,657 | +1,045    | 11    |
| 9.       | 4        | Jordan King        | Racing Engineering  | 1:26,667 | +1,055    | 11    |
| 10.      | 19       | Marvin Kirchhöfer  | Carlin              | 1:26,696 | +1,084    | 11    |
| 11.      | 5        | Alex Lynn          | DAMS                | 1:26,795 | +1,183    | 11    |
| 12.      | 6        | Nicholas Latifi    | DAMS                | 1:26,819 | +1,207    | 10    |
| 13.      | 11       | Gustav Malja       | Rapax               | 1:26,911 | +1,299    | 12    |
| 14.      | 7        | Mitch Evans        | Campos Racing       | 1:26,966 | +1,354    | 11    |
| 15.      | 10       | Artyom Markelov    | Russian Time        | 1:27,068 | +1,456    | 11    |
| 16.      | 18       | Sergio Canamasas   | Carlin              | 1:27,078 | +1,466    | 11    |
| 17.      | 22       | Oliver Rowland     | MP Motorsport       | 1:27,176 | +1,564    | 11    |
| 18.      | 23       | Daniël de Jong     | MP Motorsport       | 1:27,207 | +1,595    | 11    |
| 19.      | 8        | Sean Gelael        | Campos Racing       | 1:27,246 | +1,634    | 10    |
| 20.      | 25       | Jimmy Eriksson     | Arden International | 1:27,908 | +2,296    | 12    |
| 21.      | 24       | Nabil Jeffri       | Arden International | 1:28,119 | +2,507    | 12    |
| 22.      | 14       | Philo Paz Armand   | Trident             | 1:28,415 | +2,803    | 11    |

## Főverseny
A magyar nagydíj főversenyét július 23-án, délután tartották. Gasly megtartotta vezető helyét, mögötte viszont csapattársa, Giovinazzi megelőzte Szirotkint. Mögöttük Nato és Pic haladt megelőzve a kemény keveréken rajtoló Macusitát és Marciellót. Szirotkin bőszen támadta Giovinazzit, de a pálya előzési pontjának köszönhetően az olasz meg tudta tartani pozícióját. A 9. körben Natóval érkezett a boxba, egy körrel Szirotkin és Gasly előtt. A kerékcsere lecsökkentette Gasly előnyét, sőt Szirotkin mellett Nato is elment. Az orosz a 12. körben előzött és zárkózott fel ismét Giovinazzira. Eközben az élen Marciello, Malja, Erikssok és Ghiotto haladtak a kemény keverékű gumikkal. Utóbbi érkezett viszonylag hamar a kiállásra, de a kerékcsere alatt a bal első kerék elgurult, amiért később megbüntették az olasz versenyzőt. Marciello a 24. körben érkezett a boxba, majd a negyedik helyre sikerült visszatérnie. Nato ekkor már visszacsúszott a hetedik helyre, mögé a hármok körrel a leintés előtt kiálló Eriksson érkezett meg a friss gumikkal, de az utolsó körben a svéd technikai hiba miatt kiállni kényszerült, eldobva ezzel a fordított rajtrácsos pole-pozícióját. Gasly végül könnyedén szerezte meg mindössze a második futamgyőzelmét csapattársa és Szirotkin előtt. Marciello negyedik lett Pic, Macusita, Nato, King, Markelov és Evans előtt.
| Helyezés                                      | Rajtszám | Versenyző          | Csapat              | Futott kör | Idő/Kiesés oka | Rajthely | Pont |
| --------------------------------------------- | -------- | ------------------ | ------------------- | ---------- | -------------- | -------- | ---- |
| 1.                                            | 21       | Pierre Gasly       | Prema Racing        | 36         | 55:29,672      | 1        | 25+4 |
| 2.                                            | 20       | Antonio Giovinazzi | Prema Racing        | 36         | +1,365         | 2        | 18   |
| 3.                                            | 2        | Szergej Szirotkin  | ART Grand Prix      | 36         | +2,835         | 3        | 15   |
| 4.                                            | 9        | Raffaele Marciello | Russian Time        | 36         | +7,616         | 8        | 12   |
| 5.                                            | 12       | Arthur Pic         | Rapax               | 36         | +9,908         | 7        | 10   |
| 6.                                            | 1        | Macusita Nobuharu  | ART Grand Prix      | 36         | +12,861        | 4        | 8+2  |
| 7.                                            | 3        | Norman Nato        | Racing Engineering  | 36         | +17,713        | 5        | 6    |
| 8.                                            | 4        | Jordan King        | Racing Engineering  | 36         | +21,906        | 9        | 4    |
| 9.                                            | 10       | Artyom Markelov    | Russian Time        | 36         | +22,101        | 15       | 2    |
| 10.                                           | 7        | Mitch Evans        | Campos Racing       | 36         | +23,980        | 14       | 1    |
| 11.                                           | 22       | Oliver Rowland     | MP Motorsport       | 36         | +29,377        | 17       |      |
| 12.                                           | 5        | Alex Lynn          | DAMS                | 36         | +34,050        | 11       |      |
| 13.                                           | 11       | Gustav Malja       | Rapax               | 36         | +34,197        | 13       |      |
| 14.                                           | 19       | Marvin Kirchhöfer  | Carlin              | 36         | +36,420        | 10       |      |
| 15.                                           | 23       | Daniël de Jong     | MP Motorsport       | 36         | +38,526        | 18       |      |
| 16.                                           | 6        | Nicholas Latifi    | DAMS                | 36         | +42,371        | 12       |      |
| 17.                                           | 15       | Luca Ghiotto       | Trident             | 36         | +51,757        | 6        |      |
| 18.                                           | 18       | Sergio Canamasas   | Carlin              | 36         | +1:03,546      | Boxutca  |      |
| 19.                                           | 14       | Philo Paz Armand   | Trident             | 36         | +1:25,151      | 22       |      |
| 20.                                           | 24       | Nabil Jeffri       | Arden International | 36         | +1:28,055      | 21       |      |
| 21.                                           | 25       | Jimmy Eriksson     | Arden International | 35         | Elektronika    | 20       |      |
| 22.                                           | 8        | Sean Gelael        | Campos Racing       | 35         | +1 kör         | 19       |      |
| Leggyorsabb kör: Macusita Nobuharu (1:29,959) |          |                    |                     |            |                |          |      |

## Sprintverseny
A magyar nagydíj sprintversenyét július 24-én, délelőtt tartották. Sorozatban már harmadik sprintverseny kezdődött meg King-Nato sorrendben, ami a rajt után meg is maradt. Mögöttük Szergej Szirotkin vett kiváló rajtot, ellentétben csapattársával, Macusitával, aki az első kanyart elfékezte, így belecsúszott Giovinazzi autójába, ezért a mellette forduló Marciellónak kellett kimennie a bukótérbe. A kettes kanyarban Pic autója csúszott meg és fordult keresztbe, Macusita és Ghiotto a baleset elkerülendő fordultak szélesen és végezték a gumifalban. Malja és Lynn azonban nem tudták elkerülni az út közepén veszteglő autót: előbbi versenyzőnek az első szárnya bánta, míg Lynn ismét pont nélkül zárt. A biztonsági autóta négy kör erejéig tartózkodott a pályán, majd a vezető King még az újraindítás előtt elhagyta a pályát, előnyt adva ezzel a mögötte érkező Szirotkinnak. A két versenyző négy kanyaron keresztül ment egymás mellett, majd az orosz versenyző átvette a vezetést. A verseny hátralevő része eseménytelenül telt el, csak kisebb csaták alakultak ki. Markelov Natót támadta a harmadik helyért, mögöttük pedig Rowland harcolt Evansszel. A pontszerző helyeken kívül Canamasas, Gelael, de Jong és Latifi haladtak közel, de pár előzésen kívül nem történt semmi. Szirotkin gond nélkül szerezte meg szintén a második győzelmét King és Nato előtt. Pontot szerzett még Markelov, Evans, Rowland, Gasly és Marciello.
| Helyezés                                 | Rajtszám | Versenyző          | Csapat              | Körök | Idő/Kiesés oka | Rajthely | Pont |
| ---------------------------------------- | -------- | ------------------ | ------------------- | ----- | -------------- | -------- | ---- |
| 1.                                       | 2        | Szergej Szirotkin  | ART Grand Prix      | 28    | 44:47,059      | 6        | 15   |
| 2.                                       | 4        | Jordan King        | Racing Engineering  | 28    | +4,953         | 1        | 12   |
| 3.                                       | 3        | Norman Nato        | Racing Engineering  | 28    | +7,506         | 2        | 10   |
| 4.                                       | 10       | Artyom Markelov    | Russian Time        | 28    | +8,988         | 9        | 8    |
| 5.                                       | 7        | Mitch Evans        | Campos Racing       | 28    | +14,146        | 10       | 6    |
| 6.                                       | 22       | Oliver Rowland     | MP Motorsport       | 28    | +15,283        | 11       | 4    |
| 7.                                       | 21       | Pierre Gasly       | Prema Racing        | 28    | +16,662        | 8        | 2+2  |
| 8.                                       | 9        | Raffaele Marciello | Russian Time        | 28    | +20,939        | 5        | 1    |
| 9.                                       | 18       | Sergio Canamasas   | Carlin              | 28    | +25,985        | 18       |      |
| 10.                                      | 8        | Sean Gelael        | Campos Racing       | 28    | +30,884        | 22       |      |
| 11.                                      | 23       | Daniël de Jong     | MP Motorsport       | 28    | +32,518        | 15       |      |
| 12.                                      | 6        | Nicholas Latifi    | DAMS                | 28    | +35,100        | 16       |      |
| 13.                                      | 19       | Marvin Kirchhöfer  | Carlin              | 28    | +36,913        | Boxutca  |      |
| 14.                                      | 11       | Gustav Malja       | Rapax               | 28    | +39,660        | 13       |      |
| 15.                                      | 14       | Philo Paz Armand   | Arden International | 28    | +46,412        | 19       |      |
| 16.                                      | 24       | Nabil Jeffri       | Arden International | 28    | +1:00,825      | 20       |      |
| 17.                                      | 20       | Antonio Giovinazzi | Prema Racing        | 28    | +1:01,928      | 7        |      |
| Ki                                       | 25       | Jimmy Eriksson     | Arden International | 14    | Elektronika    | 21       |      |
| Ki                                       | 1        | Macusita Nobuharu  | ART Grand Prix      | 0     | Baleset        | 3        |      |
| Ki                                       | 15       | Luca Ghiotto       | Trident             | 0     | Baleset        | 17       |      |
| Ki                                       | 12       | Arthur Pic         | Rapax               | 0     | Baleset        | 4        |      |
| Ki                                       | 5        | Alex Lynn          | DAMS                | 0     | Baleset        | 12       |      |
| Leggyorsabb kör: Pierre Gasly (1:29,184) |          |                    |                     |       |                |          |      |

## A bajnokság állása
(Teljes táblázat)
| H  | Versenyzők         | Pont | H  | Konstruktőrök      | Pont |
| -- | ------------------ | ---- | -- | ------------------ | ---- |
| 1. | Pierre Gasly       | 107  | 1. | Prema Racing       | 203  |
| 2. | Antonio Giovinazzi | 96   | 2. | Racing Engineering | 161  |
| 3. | Raffaele Marciello | 85   | 3. | Russian Time       | 150  |
| 4. | Oliver Rowland     | 83   | 4. | ART Grand Prix     | 126  |
| 5. | Norman Nato        | 81   | 5. | Campos Racing      | 101  |